# 神山清子
神山 清子（こうやま きよこ、1936年8月2日 - 2023年12月22日）は、日本の陶芸家。滋賀県信楽を拠点にする日本の女性陶芸家の草分けで「信楽自然釉」の再現に取り組み、日本国内の骨髄バンクの立ち上げにも尽力した。

## 略歴
1936年に長崎県佐世保市に生まれ、終戦後に滋賀県蒲生郡日野町に移住し、小学3年時に信楽に転居する。小学校時代から絵を描くことが好きで、和洋裁学校を卒業後に陶器の絵付け助手を始めて、1954年、陶器製造会社に「絵付け工」として就職する。
27歳で独立し作陶を始める。30歳の頃、知人に勧められ公募展に出品すると入選し、当時まだ珍しかった女性陶芸家として、神山の名は全国に知れ渡った。神山が作陶を始めたころは女性が窯場に入ると「穢れる」と言われ、窯焚きをする女性はいなかったが、神山の存在は後進の女性陶芸家に勇気を与えた。
30代半ばの時に自宅付近にあった古代の窯跡で青に深い緑色が溶け込んだ「自然釉」の古信楽を発見したことをきっかけに、「こんな色の焼き物を作りたい」としてその再現に没頭。自宅兼工房の敷地内に古代穴窯と同様の穴窯「寸越窯（ずんごえがま）」を築いて作品作りに挑むものの穴窯が何度も崩れるなど試行錯誤を繰り返し、借金を重ねつつ作陶を続けて、挑戦開始から3年を経て途絶えていた古信楽の再現に成功し、自然釉薬を使った陶芸の第一人者となる。
私生活では結婚、離婚を経て2人の子どもを育てた。長男で同じく陶芸家を志した神山賢一は29歳で慢性骨髄性白血病を発症。神山はドナー探しに奔走し、賢一は骨髄移植によって一時は快方に向かったが、2年後に死去。この経験から骨髄バンクの必要性を訴える活動を始め、現在は「滋賀骨髄献血の和を広げる会」の代表を務めている。
2002年9月、神山と賢一の闘病生活を描いた本『母さん子守歌うたって―寸越窯・いのちの記録』がひくまの出版より出版され、2005年1月22日には、この本を原作とした田中裕子主演の映画『火火』（高橋伴明監督）が公開される。
2019年9月25日、神山の半生を綴った伝記的小説『緋色のマドンナ 陶芸家・神山清子物語』がポプラ社より出版される。
2019年9月30日から2020年3月28日まで、神山の半生を参考にして作られるNHK連続テレビ小説『スカーレット』が放送された。神山はヒロイン「川原喜美子」のモデルではないが、神山を深く取材し、神山の子育てをしながら作陶する姿を大きく参考にしている。劇中では喜美子の陶芸作品として神山から借りた作品が用いられた。
2023年12月22日、肺がんのため死去。87歳没。生前の本人の希望により、遺体は滋賀医科大学に献体され、葬儀は行われないこととなった。

## 著作

### 雑誌
- 神山清子「窯焚き」『幼児の教育』第75巻第12号、日本幼稚園協会、1976年12月、40-41頁、hdl:10083/42123、ISSN 0289-0836、NAID 120001931952、OCLC 1050179757、CRID 1050845763187586432。
- 神山 清子、りん たいこ「問答有用(41)骨髄バンク立ち上げの立役者 陶芸家 神山清子「息子と陶芸に、生きる力をもらいました」」『エコノミスト』第83巻第8号、毎日新聞社、2005年2月8日、42-45頁、ISSN 0013-0621、NAID 40006594581、OCLC 605117184、国立国会図書館書誌ID:7227211。
- 神山 清子「インタビュー 朝ドラ『スカーレット』の原点。作陶に命を燃やす女性陶芸家の素顔 信楽の火と土が、ここまで私を生かしてくれた」『婦人公論』第104巻第21号、中央公論新社、2019年11月12日、48-52頁、NAID 40022035805、国立国会図書館書誌ID:030013087。

## 関連書籍
- 那須田稔、岸川悦子『母さん子守歌うたって - 寸越窯・いのちの記録』（2002年9月、ひくまの出版、ISBN 978-4-89317-294-5）
- 那須田淳『緋色のマドンナ 陶芸家・神山清子物語』（2019年9月、ポプラ社、ISBN 978-4-591-16361-0）

## メディア出演
- 新日本紀行ふたたび〜NHKアーカイブス〜「親子の心 焼き物にこめて〜滋賀県甲賀市信楽町〜」（NHK総合、2006年〈平成18年〉11月25日）[9]
- ごきげんライフスタイル よ〜いドン!「となりの人間国宝さん 信楽ぶらり 女性陶芸家と息子が遺した器」（関西テレビ、2019年〈令和元年〉12月2日）[16]
- おとな旅あるき旅「朝ドラで注目の滋賀・信楽へ！陶芸の里で素敵な器と美味探し」（テレビ大阪、2020年〈令和2年〉1月25日）[17]